# Красноярський метрополітен
Красноярський метрополітен (рос. Красноярский метрополитен) — лінія метрополітену в місті Красноярськ, Росія. Планується що метрополітен стане другим в Сибіру після Новосибірського метро, та восьмим на території Росії в 2026 року (після Казанського метро).

## Історія

Схема одного з проектів розвитку метрополітену.

Необхідність метрополитен в Красноярську було реалізовано в 1960-х роках. Головний план міста включав лінії метро на початку 1970-х років. 
У 1983, на засіданні ЦК КПРС ЦК КПРС, було прийнято рішення про будівництво метро в Красноярську. 
У 1984 році інститут Гипкоммунтранс розробив комплексну транспортну схему для міста, а Інститут Харківметропроект отримав завдання зробити техніко-економічне обґрунтування для Красноярського метрополітену. Водночас розпочато розробку техніко-економічного обґрунтування, затвердження в державному плані СРСР, організації будівельної бази в Красноярську та ін. 
Інженерно-технічні дослідження здійснювали Красноярський цільовий КрасноярскТизис.  У 1989 році техніко-економічне обґрунтування першої лінії метро в Красноярську було проведено інститутом Харківметропроекту. 
У 1991 р. всі роботи були згорнуті (як і в інших містах з проектованими, але не почали будівництво метро). 
Проектні роботи поновилися в 1993 ; технічний проект перший етап першої лінії -- розділ від Залізничного вокзалу до перспективи станції Миру -- пройшов державний іспит 
```
(висновки російської Главгоекспертизи от 12.07.1994 № 5-1/10-413, 18.11.1996 № 4-1/10-413-В)  та була схвалена постановою державної структури РФ от 12.07.1994 года.
```

Першим етапом першої лінії метро стало введення в експлуатацію п'яти станцій метро — «Висотной», «Копиловськой», «Залізничной», «Площа революції», «Проспект Світа», наклонных ходов за останні чотири, тунелі дорожі  між ними; технічного корпусу, а також електричного депо. 
Довжина конструкції першого етапу – 9,4 км у двотреку; Середня відстань між станціями становить 1,85 км. Плановий обсяг перевезень — 250 200 000 пасажирів на рік, або 169 000 пасажирів на день. 
Пізніше перший етап був виділений 5,5-кілометровому першому запуску сайту, що складається з перших трьох станцій в центрі.

## Будівництво починається
У 1993 р. губернатор Красноярського краю став головним ініціатором будівництва метрополітену.. Підготовчі та гірничодобувні та капітальні роботи почалися в 1994 році.

Пряме будівництво-перше відро землі було вивезено-розпочато 17 жовтня 1995 році .
Робота почалася 30 січня 1996. До 2003 року стовбур був переданий на глибину проекту 71,2 метрів, на поверхні був побудований весь комплекс тимчасових будівель і споруд, необхідних для проходження майже барель робіт і дистиляції тунелів. Гірничозбагачувальний комбінат працює на будівництві насосної камери і обхідний шлях були проведені на ділянці стовбура.